# Hurley Haywood
Hurley Haywood, född den 4 maj 1948 i Chicago, är en amerikansk racerförare.
Haywoods framgångar inom sportvagnsracing inleddes när han blev den första IMSA GT-mästaren 1971, en titel han vann även 1972. Han har sedan bland annat vunnit Daytona 24-timmars fem gånger och Le Mans 24-timmars tre gånger. 
Haywood körde även Indianapolis 500 1980.